# José González (ur. 1998)
José de Jesús „Tepa” González Muñoz (ur. 19 listopada 1998 w Tepatitlán de Morelos) – meksykański piłkarz występujący na pozycji napastnika, od 2024 roku zawodnik kostarykańskiego Herediano.